# Sven Franzen
Sven Franzen (* 21. April 1987) ist ein deutscher Handballmanager. Er war bis Sommer 2020 als zweiter Geschäftsführer des Bundesligisten TVB 1898 Stuttgart tätig.
Franzen studierte in Stuttgart Sportwissenschaften mit den Schwerpunkten Management und Marketing. Nach seinem Studium arbeitete er bei verschiedenen Marketingagenturen. Zwischen 2013 und 2016 arbeitete er bei Follow Red und von 2016 bis 2017 bei DFROST. Als Senior Berater war Franzen von Juli 2017 bis 2018 bei der Content-Marketing-Agentur fischerAppelt play GmbH in Stuttgart tätig.
Nachdem Jürgen Schweikardt während der Saison 2017/18 neben seiner Funktion als Geschäftsführer in Personalunion das Traineramt des TVB 1898 Stuttgart übernommen hatte, verpflichtete der Verein zur Saison 2018/19 Sven Franzen als weiteren Geschäftsführer. Franzen übernahm am 1. Juli 2018 die Sparten Finanzen, Vertrieb und Event, Schweikardt bleibt weiterhin für die Bereiche Sport, Kommunikation und Organisation verantwortlich. Parallel dazu ist Franzen als Projektleiter bei Kärcher, dem Hauptsponsor des TVB, tätig. Im Sommer 2020 hat Franzen den TVB als Geschäftsführer verlassen.
Als Fußballspieler war Franzen bis 2008 für die SpVgg 07 Ludwigsburg sowie von 2008 bis 2014 für den Oberligisten SGV Freiberg aktiv. Im Jahr 2011 spielte er für den Württembergischen Fußballverband im UEFA Regions’ Cup. Für den SGV Freiberg war Franzen auch von 2012 bis 2014 ehrenamtlich in den Bereichen Marketing und Sponsoring tätig. Von 2014 bis 2018 spielte er für den Verbandsligisten VfB Neckarrems. Zur Saison 2018/19 wechselte Franzen zum Verbandsliga-Aufsteiger SV Breuningsweiler.